# أغلي
أغلي (بالتركية: Ağlı) هي مدينة تابعة لمحافظة قسطموني في منطقة البحر الأسود، تركيا. يبلغ عدد سكانها 4193 نسمة حسب إحصاء عام 2000. تبلغ مساحتها 176 كيلومتر مربع (68 ميل2).